# Ecpathophanes anachoreta
Ecpathophanes anachoreta är en fjärilsart som beskrevs av Bradley 1951. Ecpathophanes anachoreta ingår i släktet Ecpathophanes och familjen Arrhenophanidae. Inga underarter finns listade i Catalogue of Life.